# 巴图里特
巴图里特（葡萄牙語：Baturité）是巴西塞阿拉州的一个市镇。总面积308.78平方公里，总人口31388人，人口密度101.7人/平方公里。